# Westel 900 Budapest Open 1999
Westel 900 Budapest Open 1999 — жіночий тенісний турнір, що проходив на відкритих кортах з ґрунтовим покриттям у Будапешті (Угорщина). Належав до турнірів категорії Tier IVa в рамках Туру WTA 1999. Турнір відбувся вчетверте і тривав з 19 до 25 квітня 1999 року. Сьома сіяна Сара Пітковскі здобула титул в одиночному розряді й отримала 22 тис. доларів США.

## Фінальна частина

### Одиночний розряд
Сара Пітковскі —  Крістіна Торренс-Валеро, 6–2, 6–2
- Для Пітковскі це був єдиний титул в одиночному розряді за кар'єру.

### Парний розряд
Євгенія Куликовська /  Сандра Начук —  Лаура Монтальво /  Вірхінія Руано Паскуаль, 6–3, 6–4

## Учасниці

### Сіяні учасниці
| Країна     | Гравчиня                | Рейтинг | Сіяна |
| ---------- | ----------------------- | ------- | ----- |
| Чехія      | Яна Новотна             | 4       | 1     |
| Словаччина | Генрієта Надьова        | 24      | 2     |
| Італія     | Сільвія Фаріна          | 25      | 3     |
| Іспанія    | Вірхінія Руано Паскуаль | 28      | 4     |
| Франція    | Наталі Деші             | 30      | 5     |
| Іспанія    | Марія Санчес Лоренсо    | 40      | 6     |
| Франція    | Сара Пітковскі          | 41      | 7     |
| Іспанія    | Гала Леон Гарсія        | 49      | 8     |

### Інші учасниці
Нижче наведено учасниць, що отримали вайлдкард на участь в основній сітці в парному розряді:
- Жофія Губачі /  Петра Мандула

Нижче наведено учасниць, що пробились в основну сітку через стадію кваліфікації в одиночному розряді:
- Катажина Стрончи
- Ева Мартінцова
- Жофія Губачі
- Мартина Суха

Як щасливий лузер в основну сітку потрапили такі гравчині:
- Сандра Допфер